# هارتینکوو
هارتینکوو (به چکی: Hartinkov) یک منطقهٔ مسکونی در جمهوری چک است که در ناحیه سویتاوی واقع شده‌است. هارتینکوو ۵٫۱۴ کیلومتر مربع مساحت و ۵۰ نفر جمعیت دارد و ۵۱۱ متر بالاتر از سطح دریا واقع شده‌است.